# مانجو (مغني)
جوزيبي مانجو أو مانجو  (بالإيطالية: Giuseppe Mango)‏ (مواليد 6 نوفمبر 1954 - الوفاة 7 ديسمبر 2014) هو مغني وكاتب غنائي ومغن مؤلف إيطالي بدأ مسيرته الفنية عام 1976. كان يعرف بإسلوبه الذي كان يمزج بين موسيقى البوب والموسيقى الشعبية.
توفي في 7 ديسمبر 2014 في بوليكورو بعد إصابته بنوبة قلبية خلال حفل موسيقي على الهواء مباشرة.

## السيرة الذاتية
ولد مانجو في بلدة لاغونيغرو في مدينة بوتنسا الإطالية. نشأ وترعرع على سماع موسيقى البلوز وهارد روك. وكان يفضل السماع لـ أريثا فرانكلين، ولد زبلين، وديب بيربل، وبيتر غابرييل. بدأ نشاطه الموسيقي في سن المراهقة، وعمل مع عدة فرق محلية.
في سنة 1975 انتقل إلى روما، وسجل أول ألبوم له "La mia ragazza è un grande caldo" سنة 1976.

## الوفاة
تعرض نجم البوب مانجو لنوبة قلبية أثناء أدائه إحدى مقطوعاته الموسيقية «أورو» أو «ذهب»؛ أجبرته على التوقف عن العزف قبل أن يرفع ذراعه الأيمن مُعتذرا للجمهور الحاضر في مسرح بالا إركولي، بمقاطعة ماتيرا، حيث كان يقام حفله الخيري.
تم التقاط لحظة تعرض مانجو للأزمة الصحية عبر كاميرا أحد الهواة، الذي سارع برفع مقطع الفيديو على موقع يوتيوب، ليخلد لحظات الإرهاق التي سبقت الأزمة القلبية التي قضت على المطرب الإيطالي.

## ألبومات
- La mia ragazza è un grande caldo‏ (1976)
- Arlecchino‏ (1979)
- È pericoloso sporgersi‏ (1982)
- Australia‏ (1985)
- Odissea‏ (1986)
- Adesso‏ (1987)
- Inseguendo l'aquila‏ (1988)
- Sirtaki‏ (1990)
- Come l'acqua‏ (1992)
- Mango (album)‏ (1994)
- Dove vai‏ (1995)
- Credo ‏(1997)
- Credo ristampa‏ (1998)
- Visto così‏ (1999)
- Disincanto‏ (2002)
- Ti porto in Africa‏ (2004)
- Ti amo così ‏(2005)
- L'albero delle fate‏ (2007)
- Acchiappanuvole ‏(2008) (Ita: platinum)
- Gli amori son finestre. Live‏ (2009)
- La Terra Degli Aquiloni‏ (2011)

## روابط خارجية
- مانجو على موقع ميوزك برينز (الإنجليزية)
- مانجو على موقع أول ميوزيك (الإنجليزية)
- مانجو على موقع ديسكوغز (الإنجليزية)